# Charles Bukeko
Charles Bukeko (Busia, 10 de julho de 1962 – Nairóbi, 18 de julho de 2020), conhecido como Papa Shirandula, foi um ator e humorista queniano. Era conhecido por interpretar o personagem principal da série de televisão Papa Shirandula, que também criou e ganhou o Prêmio Kalasha 2010 de Melhor Ator de Série de Televisão. Bukeko também apareceu no filme de 2012 The Captain of Nakara. Shirandula morreu em 18 de julho de 2020 do que parecia ser sintomas de COVID-19.

## Infância e educação
Bukeko foi o primogênito de quatro filhos com os pais Valeria Makokha e Cosmas Wafula. Nasceu em Busia, Quênia. Bukeko frequentou a Escola Primária Jogoo Road e a Escola Secundária Upper Hill.

## Vida pessoal
Bukeko era casado com Beatrice Ebbie Andega e eles tiveram três filhos: Tony, Charlie e Wendy. Bukeko sofria de diabetes. Morreu no hospital Karen em Nairóbi, Quênia, em 18 de julho de 2020, após pegar COVID-19. Tinha 58 anos.

## Filmografia
- The Constant Gardener[5][17] (2005)
- Malooned! (2007)
- The Captain of Nakara (2012)